# Cleisostoma schneideri
Cleisostoma schneideri là một loài thực vật có hoa trong họ Lan. Loài này được Choltco mô tả khoa học đầu tiên năm 2009.